# وسيم محمد علييف
وسيم محمد علييف (الاسم الأصلي غير المُروَّس: محمد علي وسيم محمد علي أوغلي؛ 1942-2019) (بالأذرية: Vasim Məmmədəliyev) - عالم ومستشرق، وأكاديمي أذربيجاني ودكتور في العلوم، وعميد كلية اللاهوت بجامعة باكو الحكومية، ورئيس قسم اللغة العربية بجامعة باكو الحكومية، وعضو في أكاديمية العلوم الوطنية الأذربيجانية (2007)، ورئيس المجلس العلمي لمكتب مسلمي القوقاز (1997).

## سيرته الذاتية
ولدت وسيم محمد علييف في 27 أغسطس عام 1942 في مدينة باكو. وفي 1948 تلقى تعليمه في مدرسة ثانوية، وتخرج من المدرسة، ودخل إلى جامعة باكو الحكومية وتخصص في الدراسات الشرقية في 1959. وفي 1964 التحق بمرحلة الدراسات العليا ثم انتقل إلى تبليسي وانتهى من مرحلة الدراسات العليا فبها. وحصل على لقب بروفيسور في 1979. توفي وسيم محمد علييف بباكو في 13 أكنوبر عام 2019، عن عمر يناهز 77 عامًا.

## نشاطه العلمي
بدأ العمل في جامعة باكو الحكومية عام 1968. وأصبح عميدًا لكلية الدراسات الشرقية بين 1981-1991، ونائب رئيس الجامعة للكليات الإنسانية في 1991-1992، وعميدا لكلية اللاهوت في 2018-1993، ورئيس قسم اللغة العربية لجامعة باكو الحكومية منذ 1991 جامعة باكو الحكومية.
قام وسيم محمد علييف بترجمة القرآن إلى اللغة الأذربيجانية لأول مرة مع الأكاديمي الأذربيجاني ضياء بونيادوف في 1991. وألف حوالى 20 كتاب وأكثر من 600 مقالة علمية. وفي عام 2002 حصل على وسام شهرة، وفي 2009 حصل على وسام "شرف".
كما حصل على تكريم العالم لجمهورية أذربيجان عام 1992 ولجمهورية داغستان في 2003.

## جوائزه
- وسام شهرة (أذربيجان) 2002
- وسام "شرف" 2009
- تكريم العالم لجمهورية أذربيجان (1992)
- تكريم العالم لجمهورية داغستان (2003)
- جائزة «الدلب الذهبي» الدولية (2017)